# Stadsbranden i Uppsala 1702

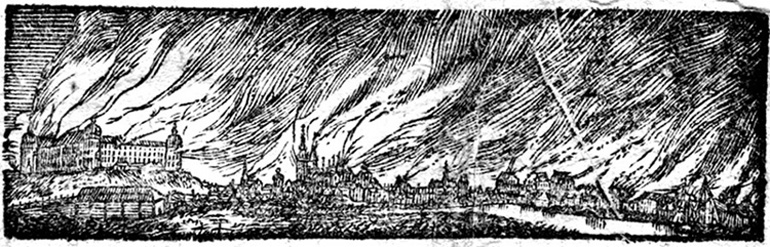
Stadsbranden i Uppsala 1702 - efter träsnitt i Johan Eenbergs skrift "Kort berättelse af de märkwärdigaste saker som för de främmande äre at besee och förnimma uti Upsala stad", tryckt 1704.

Stadsbranden i Uppsala 1702 var en våldsam brand som ägde rum 16 maj 1702. Branden lade nästan hela Uppsala stad i aska. Staden bestod vid tiden nästan enbart av trähus, vilket förvärrade förloppet, men även många stenbyggnader förstördes.

## Förlopp

### Orsak
Branden började i närheten av nuvarande Gamla torget, på östra sidan av Fyrisån. Större delen av Uppsala låg på åns västra sida, men det hade rått torka en längre tid, och branden kunde därför lätt spridas snabbt i den hårda vinden via träbroarna över Fyrisån. Under en lång tid efter branden diskuterades brandorsaken eftersom branden hade uppstått vid gränsen mellan två tomter ägda av professor Johan Upmark och akademiräntmästare Rommel som sedan tidigare tvistade över tomtgränsen. En utredning konstaterade till slut på hösten 1704 att ingen orsak kunde fastställas.

### Släckningsarbetet
Enligt sägnen ska Olof Rudbeck personligen lett släckningsarbetet genom att med stark röst ropa ut sina order från Gustavianums kupoltak. Händelsen ska ha varit så påfrestande för honom att den indirekt orsakade hans död samma höst. Han avled den 17 september 1702, 72 år gammal.

## Skador
Flera betydelsefulla byggnader blev helt eller delvis förstörda i branden.

### Uppsala domkyrka
Domkyrkan drabbades hårt av branden. De båda tornen rasade, taket och valven störtade in och en stor del av inredningen, inklusive predikstolen, altarprydnaden och det astronomiska urverket, förstördes. Kyrkan stod som ruin i ungefär ett år, innan återställandet kunde påbörjas. Den började åter användas som kyrkobyggnad 1707, trots att den då var långt ifrån färdigrestaurerad.

### Uppsala slott
Uppsala slott förstördes i branden till den grad att man efteråt ansåg att det inte kunde återställas. Istället revs stora delar av slottet, och tegel från murarna återanvändes till bygget av bland annat ett hospital vid nuvarande Fyristorg, samt till Stockholms slott. Uppsala slott återuppbyggdes först under mitten av 1700-talet, under ledning av Carl Hårleman, och fick då grunderna till sitt nuvarande utseende.

### Gamla akademien
Universitetet hade verksamhet i ett medeltida domkapitelhus, beläget söder om Gustavianum, invid domkyrkan. Huset var av stor historisk betydelse för universitetet, då det var där Uppsala möte hållits. I byggnaden hade sedan undervisning bedrivits i universitets regi. Byggnaden förstördes nästan helt i branden, men restaurerades ganska snabbt, fick namnet Academia Carolina 1704, men revs efter att ha bedömts vara i för dåligt skick för att inhysa universitetsbiblioteket, vilket det fanns planer på. Namnet Carolina lever dock vidare i den senare uppförda biblioteksbyggnaden Carolina Rediviva (det återuppståndna Carolina).

### Botaniska trädgården
Uppsala universitets botaniska trädgård, nuvarande Linnéträdgården, förstördes till stora delar av branden. Den var den första botaniska trädgården i Sverige, och hade i slutet av 1600-talet mer än 1 800 olika arter i sina odlingar. Trädgården rustades inte upp förrän 1741, då Carl von Linné tog över den.

## Gustavianum
En betydelsefull byggnad som klarade sig undan lågorna var universitetets dåvarande huvudbyggnad Gustavianum. Trots sitt centrala läge och trots att många intilliggande byggnader drabbades, klarade sig denna viktiga byggnad i princip oskadd. Gustavianum var inte bara universitetets huvudbyggnad, utan även dess bibliotek. Det var också arbetsplats för Olof Rudbeck. Ironiskt nog förvarade han av säkerhetsskäl många av sina egna dyrbara och sällsynta böcker i domkyrkan, och de förstördes därför i branden.
En annan byggnad som klarade sig var Västgöta nationshus, några hundra meter söder om domkyrkan, och som även den finns kvar idag.

## Stadsplanemässiga konsekvenser
Efter branden byggdes staden upp igen, efter ritningsförslag av Olof Rudbeck den äldre. Staden var redan tidigare till stora delar regelbundet bebyggd, vilket den blivit genom regleringen på 1640-talet, och denna strävan efter regelbundenhet accentuerades än mer efter 1702 års brand. Den forna oregelbundenheten är nu bevarad endast i kvarteren kring domkyrkan. Det tog årtionden innan staden var uppbyggd, inte minst genom att många människor blivit ruinerade efter branden 1702.